# 立花道雪
戸次 鑑連（べっき あきつら）は、戦国時代から安土桃山時代にかけての武将。豊後の戦国大名・大友氏の家臣。臼杵鑑速や吉弘鑑理らと共に大友家の三宿老に数えられた。
大友義鑑・大友義鎮の2代に仕えた大友家の宿将で、北九州各地を転戦し、その勇猛は諸国に知られて恐れられた。立花道雪（たちばな どうせつ）という名でも知られるが、実際には鑑連は立花姓を名乗っておらず、戸次鑑連または戸次道雪で通している。

## 生涯

### 少年期・家督相続
永正10年（1513年）3月17日、大友家の一族である豊後国大野郡（大野荘）大野郷藤北（大分県豊後大野市大野町）の鎧岳城主・戸次親家の次男として生まれる。最近、生誕地は、県民の森四辻峠付近の柳ヶ台（大野町高野字城浦）と解明された。幼名は八幡丸（はちまんまる）。長兄は早世したため嫡男として育てられる。
幼くして母を失い、父も病床にあったために代わりに継母（父の後妻で臼杵鑑速の姉）によって育てられた。元服前の14歳の時、病弱な父に自ら志願し、補佐の老臣3人と共に2,000人の兵率いて出陣、これが初陣となる。この時は大内領の豊前馬ヶ岳城（現在の福岡県行橋市）を攻め、八幡丸は金の指揮旗を振って奮戦し、兵力で3,000ほど勝る大内軍に勝利して凱旋した。その直後の大永6年（1526年）、父・親家の死にともない、元服して戸次氏の家督を相続し、親守（ちかもり）、親廉（ちかかど）を名乗った。家督相続後は大友義鑑に仕え、のちにその偏諱を賜って鑑連に改名する。
その後、天文4年（1535年）8月22日、肥後菊池氏などの肥後国人の反乱の際には、肥後国に出陣して車返の戦いで勇猛奮戦し、乱を鎮圧した。天文15年（1546年）の秋月文種の一度目の謀反の時には、義鑑の命を受け、佐伯惟教・臼杵鑑速・吉弘鑑理など大友諸将と共に筑前古処山城へ出陣、この乱も鎮圧した。

### 二階崩れの変
天文19年（1550年）2月、義鑑が嫡男・義鎮を廃嫡にし、三男・塩市丸を後継者としようとしたことから、反発した義鎮派の家臣、田口蔵人介と津久見美作守が義鑑を襲撃するという二階崩れの変が発生、数日後に義鑑は変で受けた傷がもとになって死去する。この際、鑑連は義鎮を支持、彼の家督相続に力を尽くした。また、鑑連は二階崩れの変の直後に阿蘇氏を頼って肥後国に逐電した塩市丸派の入田親誠を追討、さらに肥後において菊池義武を討伐し、隈本城を攻め落とした。
天文22年（1553年）、41歳となった鑑連は異母弟・鑑方の子・鎮連を養子に迎え、戸次氏の家督を譲って隠居している。しかし、天文23年（1554年)11月20日には相良氏へ護送中の菊池義武を豊後直入郡木原で自害させ、弘治2年（1556年）5月には小原鑑元、本庄新左衛門尉統綱、中村新兵衛長直（名は鎮信とも）、賀来紀伊守惟重らが起こした謀反（姓氏対立事件）に対してこれらを肥後、豊後で討伐するなど、前線での活動から退いた形跡はない。

### 毛利家や筑前諸勢力との戦い
以後も大友氏の重臣として活躍し、特に筑前や豊前の侵攻を企図する毛利氏との抗争に力を費やしている。弘治3年（1557年）7月7日~28日には毛利元就と通じた秋月文種を自害に追い込み、続いて8月23日に筑紫惟門の五箇山城を攻めた、同年に義鎮の異母弟・大内義長が元就に討たれると、旧大内領の確保にも努めたほか、永禄3年（1560年）8月16日~19日、筑前の宗像氏貞に対して許斐山城、白山城、蔦ヶ嶽城に数度の侵攻や永禄年間には豊前に出陣して、度々大里・柳ヶ浦・松山城や香春岳城
、門司城などの地で毛利元就の軍勢と戦っている（門司城の戦い）。こうした功績から永禄4年（1561年）に義鎮の補佐役である加判衆と筑後国方分・守護代に任じられている。
永禄5年（1562年）、尼子義久の要請を受けた宗麟は再度豊前出兵を命じ、二老（戸次鑑連・吉弘鑑理）と7人の国衆を派遣した。7月、大友軍は再び香春岳城を攻め落とし、原田親種を追い出し、城将・千手宗元を降伏させた
。13日、鑑連は門司城へ進軍し、第二次柳ヶ浦の戦いに鑑連の家臣・由布惟信が一番槍の戦功を挙げ、その騎馬疾駆や縦横馳突の活躍ぶりを敵味方とも驚かせた ものの、翌14日には毛利勢の小原隆言や桑原龍秋ら漕渡の防戦により、門司城を攻め落とすことはできず、撤退した。
さらに毛利軍の手に落ち天野隆重と杉重良を守る松山城の奪還を目指し豊前刈田に着陣、9月1日上毛郡夜戦・13日や11月19日七度の松山城攻めにも鑑連・鑑理ら大友勢が攻撃を仕かけてきたが小競り合いに終始した。
松山城を包囲する間に鑑連・鑑理ら大友軍は再び門司城下まで兵を進めた。10月13日大里における第三次柳ヶ浦の戦いでは鑑連の家臣安東常治や安東連善らが奮戦し、門司城代・冷泉元豊・赤川元徳・桂元親三将を討ち取る大戦果を挙げた が、翌11月26日に門司城下で終日行われた合戦では、数百人の負傷者・死者を出した。翌永禄6年（1563年）正月、毛利隆元と小早川隆景の大軍が到着して、両軍にらみ合いとなった。永禄5年、義鎮が剃髪したのにならって自身も剃髪し、麟伯軒道雪と号している。
同年、大友氏と毛利氏の全面戦争を憂慮した室町幕府第13代将軍・足利義輝は・久我通堅・聖護院道増・大舘晴光を通じて道雪に対し毛利氏との休戦（豊芸和談）を求める御内書を下した。道雪が大友宿老衆筆頭として足利幕府にも認知され、家中において軍事のみならず政治面でも大きな発言権を有していたことが窺われる。この仲介により、永禄7年（1564年）7月25日毛利氏との休戦が成立したが、この間の3月25日には由布惟明らの家臣を率いた道雪と毛利軍との間で第四次柳ヶ浦の戦いが起こっている。一方、大友宗麟自ら筑後国攻略に出陣に従って、筑後下田城攻略なども参戦する 。
永禄8年（1565年）4月27日～5月、吉弘鑑理とともに反乱する立花鑑載の立花山城を攻め、家臣の高野大膳が一番鑓、由布惟信が鑑載配下の弥須図書助を討ち取った 。
永禄10年（1567年）1月、かつて道雪が討った秋月文種の子・秋月種実が毛利氏の援助を得てひそかに筑前国に入り、秋月氏再興の兵を起こした。この種実の動きに大友氏の重臣・高橋鑑種が6月に入って筑前宝満城、岩屋城に拠って呼応し、更に筑後国衆・筑紫広門も叛旗を翻した。こうした動きに対して7月7日、宗麟は道雪に命じて高橋氏、秋月氏討伐を開始することになる。道雪は出陣すると宝満城を攻略し（宝満城・九嶺の戦い）、臼杵鑑速は岩屋城を攻め落とし、また斎藤鎮実が筑紫広門を降伏させるなど有利に戦いを進めた 。
8月に入って高橋氏の宝満城に抑えの兵を残し、秋月氏討伐を企図したものの、秋月勢の頑強な抵抗を受け、8月14日の甘水・長谷山の戦い（瓜生野の戦いとも）で家臣・十時惟忠の勇戦するに自ら陣頭に立って太刀を振るい、よき武者7人を斬り倒し、騎馬で敵陣に乗り込んで戦ったほか、毛利軍が筑前国に上陸したとの風聞で、大友軍が筑後国に退陣して待機する際、9月3日の朝から4日未明に発生した休松の戦いでは、種実が先に道雪の陣を強襲したが、これを事前に察知していた道雪は、兵を吉光の地に伏せあらかじめ囮の旗を立てた空の陣に種実を誘き出して撃退した。
そして種実の夜襲を予見して、兵の鎧を脱がせず、馬の鞍もおろさず、鉄砲の火繩に火を付けて待った。間もなく種実は道雪の予見通り、再び大友軍の臼杵鑑速と吉弘鑑理を夜襲して同士討ちとなったが、道雪は冷静にこれに対処し、臼杵・吉弘軍を収容し、由布惟信・小野鎮幸・足立連安・十時惟直らを先鋒として敵を駆逐する一方、内田鎮家が秋月軍の背後に出て襲撃し、自ら槍を提げて敵陣に突き込んで、古処山城下まで反撃した後、大友軍の撤退を指揮した。しかしこの戦いで叔父・戸次親久・異母弟の鑑方や従兄弟の鑑比（鑑方と鑑比は同じ鑑堅の名があった）、従叔父・親繁、親宗など多くの一族が討死し、譜代家臣の十時惟忠、由布惟清、綿貫吉廉と与力衆の小野鑑幸（小野鎮幸の父）、三池親高など多くの将を失った。
大友方の苦戦を目の当たりにした筑前国衆からは9月以降、原田隆種や宗像氏貞などの離反者が相次ぐことになった。特に筑前国の大友方の重要拠点である立花山城主・立花鑑載が毛利元就の調略に応じて再び叛旗を翻したことで立花山城が毛利方の手に落ち、肥前国の龍造寺隆信も大友氏との対決姿勢を強め、筑前戦線は崩壊の危機に立たされた。道雪はこうした危機的な状況の中、立花山城を奪還することで戦局を好転させようとし、永禄11年（1568年）の4月24日から立花山城を包囲し、3ヶ月にわたる攻城戦の結果、7月4日に立花山崖下で激戦、そして道雪が立花方の野田右衛門大夫を調略し、同日の夜に立花山城は陥落した。立花鑑載は城を脱出して再起を図るがその行方を知られて23日に自害した。その後、同日に高橋鑑種との宇美・河内の戦い、8月2日の毛利軍の清水宗知、高橋家臣・衛藤尾張守、原田親種の連合軍との立花山城下での戦い、8月5日に原田隆種、親種父子や原田親秀との第一次生松原の戦いなどの結果、筑前国の反大友勢力を一掃する。8月19日、孤立を深めた秋月氏・宗像氏・城井氏・長野氏・千手氏・麻生氏は降伏している。
これにより筑前戦線は小康状態となって、11月25日、筑後赤司城に入った道雪は、大友軍のために忠死した問註所鑑豊の娘、仁志姫と結婚する。
永禄12年（1569年）1月、大友軍5万は龍造寺討伐に転進、吉弘鑑理や道雪は隆信の降伏を拒絶し、2月筑紫氏の五箇山城を包囲し、3月23日に神崎郡田手(蓼)村防戦の後、江上武種の勢福寺城を攻め落とし、4月6日に吉弘鑑理も多布施口の戦いで龍造寺軍を撃破したが、4月15日に隆信の要請により立花山城を奪還すべく吉川元春、小早川隆景率いる毛利勢が筑前に来襲したため、4月17日に道雪が肥後国の城親冬を使者として龍造寺隆信との議和を成立させ、大友軍は5月5日に博多に集結し、翌日には道雪は田尻鑑種と共に多々良浜の戦いの前哨戦で、自ら槍を提げ敵を討ち取った。5月13日、両軍は多々良川辺の松原にて4回交戦して大友勢の苦戦は続くことになる。
18日に発生した最大の合戦では道雪自ら陣頭に立って先に鉄砲800挺を2隊に分けられ、自分が発案した「早込」（「早合」ともいう。1発分の火薬を詰めた竹筒の束を鉄砲隊の肩にかけさせる工夫）を用いて二段射撃して後は槍隊を繰り出して突進、続いて自分が率いて騎馬隊は馬を乗出し敵の中へ縦横に突て廻りける「長尾懸かり」というかけ合い戦法で毛利方の主力である小早川勢を撃破したが、その後21日・26日なども大小合わせて18回の合戦に及んだ。閏5月3日に立花山城の兵糧が尽きかけていたため、城にいる大友方の守将達は宗麟の同意を得て開城、毛利軍が占領すると両軍の戦線は膠着することになった。
こうした中、主君・宗麟は吉岡長増の献策を容れ、大内一族である大内輝弘を周防国に送り込んで大内氏再興を図らせた（大内輝弘の乱）。また山中幸盛が尼子氏再興の為、尼子勝久を奉じて隠岐国より出雲国へ侵攻したことにより、毛利氏は戦線を維持できなくなり、11月になって撤退し、10年以上に渡った毛利氏と大友氏の筑前争奪戦はようやく終わりを告げた。
11月15日、高橋鑑種の宝満山・九峯、山隈城の秋月種実を攻略するなど悉く降伏させた。
元亀元年（1570年）、再び龍造寺隆信討伐のため、4月23日、佐賀城を包囲する間に巨勢・若宮の戦いで龍造寺隆信、鍋島直茂と交戦した。この戦で記録上、初めて道雪は輿に乗って戦っている。今山の戦い後、佐賀城東面の姉・境原にて大友軍はまだ龍造寺軍と対峙しているが、9月下旬に道雪と吉弘鑑理、臼杵鑑速ら大友三老が田尻鑑種の仲介を通じて、龍造寺隆信との談合を実現した。

### 筑前守護代として北九州各地の転戦
こうして道雪は大友方の主将として戦い抜いた功績により、元亀2年（1571年）、筑前国守護代に就任して、立花家の名跡を継承し、立花山城主となっている。なお、この時から道雪は筑前の軍権を握ることになり、加判衆を辞任している
その後、岩屋・宝満城主の高橋紹運など大友の筑前五城将（道雪、紹運と鷲ヶ嶽城主・大津留鎮正、大津留鎮忠、荒平城(安楽平城)主・小田部鎮元、柑子岳城主先後に臼杵鎮続、木付鑑実）と共に筑前において数年間、秋月種実、筑紫広門、原田隆種、田原鑑尚、龍造寺隆信、宗像氏貞、麻生元重、杉連並、問註所鑑景など筑前、筑後、肥前諸勢力に対して数々の戦を繰り返した。その戦いの一覧は以下の通りである。
天正3年（1575年）、宗麟の命で戸次氏の家督を継いでいた甥・鎮連の子・統連に立花氏の家督を譲るように迫られたが、道雪は拒絶して重臣の薦野増時を養子に迎えようとした。しかし、増時が養子となることを辞退したため、道雪は娘の誾千代に家督を譲り、立花山城主としている。天正9年（1581年）、同じ大友氏の一族・家臣であり、道雪と同じく高橋氏の名跡を継いでいた高橋紹運の子・統虎を婿養子に迎え、家督を譲っている。

### 大友家の大黒柱と最期
天正6年（1578年）、大友宗麟は島津氏討伐を企図し始める。道雪はこの方針に反対していたが、宗麟は日向侵攻を強行した。この際、道雪は従軍していなかった。この日向侵攻により発生した耳川の戦いで大友勢は大敗を喫し、宗麟の参謀役であった角隈石宗や重臣の吉弘鎮信、斎藤鎮実、佐伯惟教、田北鎮周など多数の有力武将を失っている。この大敗を知った際、道雪は宗麟とその嫡子の大友義統、そしてこの合戦を指揮した重臣を痛烈に批判した。
以後、大友氏は島津氏に対して守勢に回ることになるが高橋紹運とともに島津氏と戦い続けることになった。天正7年（1579年）には宗像氏・麻生氏・原田氏の反乱を鎮圧した。天正8年（1580年）2月16日には豊後南郡衆の裏切りを憂慮して9か条の檄文を出している。
天正8年（1580年）秋、龍造寺氏の筑前遠征が始まり、大友方の荒平城が攻め落とされる。道雪の居城、立花城攻めが計画される中、筑紫広門の仲介により道雪は龍造寺氏と和睦する。筑前15郡を二つに分け、東北6郡を大友領、西南9郡を龍造寺領と定めた（別資料では大友方城、立花岩屋宝満の城付を除いて、全て龍造寺領と定められたともある）。
天正12年（1584年）の沖田畷の戦いで龍造寺が敗北すると、大友氏は失地回復の好機と見て3月、豊後国の大友軍は黒木家永の筑後猫尾城を攻撃したが、城方の奮戦や龍造寺方の援軍・土肥家実（土肥出雲守）を前に戦線は膠着した。8月18日、道雪と紹運は大友義統の出兵要請を受け、両家合わせておよそ5,000の兵で出陣し、山険難所を越え、鉄砲隊で埋伏していた秋月、筑紫、草野、星野連合軍を蹴散らし（田主丸町・片瀬、恵利渡口・石垣表の戦い）、ただ1日で筑前から筑後まで15里（約60キロ）の行程を走って、8月19日夕方、猫尾城の支城・高牟礼城下に到着した。20日に道雪はさっそく城将・椿原氏部を調略し、24日に高牟礼城は開城降服して、土肥家実も城から佐賀へ戻った。つづいて犬尾城の川崎重高（河崎鎮堯）も降り、25日には川崎の大籠山に陣替えしたが、筑後高良山座主・丹波良寛や大祝保真、宗崎孝直、甘木家長、稲員安守らも大友軍に加わった。
28日には道雪一族の立花鎮実（戸次右衛門大夫）を将として800の別働隊を率いて坂東寺に入り城島城を攻めた。
立花勢は鎮実以下、竹迫鑑種（竹迫日向守）と安倍親常（安倍六弥太）が勇戦して数人を討ち取って城の外郭を壊したが、城主西牟田氏の率いる300城兵の激しい抵抗に遭って100余りの死傷者を出した。道雪と紹運の本隊は酒見・榎津・小保などの集落を焼き払って、折地、古島、水田を経て柳川の城下町に至った。城主の龍造寺家晴が籠城に徹したことで、両将は城下町を焼いた後、軍勢を転じて高良山にいた大友諸将と軍議をひらいて猫尾城の総攻撃を決めて、9月1日（一説には5日）に落城させて黒木家永は自害した。
9月8日から11日まで、蒲池鎮運の山下城や谷川城、辺春城、兼松城、山崎城など筑後諸城を降伏・攻落した。この間の9日に柳川城周辺に小競合いがあり、10日に上瀬高・下瀬高・鷹尾村を焼き払った。そしてもう一度坂東寺に陣を取り、豊後大友軍の総大将・田原親家と軍議して三潴郡の西牟田村・酒見村・榎津近辺数百の民家を焼き払い、山門郡内の龍造寺方の諸城を攻めて城主・田尻鑑種が不在であった鷹尾城も占領した。
次に筑後最大の処点・柳川城の攻略を始めようとしたが、この城は九州有数の難攻の水城であり、その支城、百武賢兼の妻・圓久尼が鎮守する蒲船津・百武城も同じ水路が入りくみ沼地が自然の要害となっていた難攻の城で、攻略の進展ができなかった。そのため、10月3日には筑後高良山座主・丹波良寛の勧めもあって、高良山に引揚げ、10月4日、両軍は草野鎮永の竹井城を進攻しこの城を焼却した。28日、発心岳城に逃げ込んだ草野を追撃したが、天険を利用して築いたこの城は容易く落ちることができないので、兵を転じて星野吉実の鷹取城・星野城(山ノ中城)・福丸城、そして11月14日に問註所康純の井上城を攻めて牽制する、さらに秋月領の甘木、甘水辺りまで焼き討ちした後、もう一度三潴郡の諸城を掃討した。その際、田原親家と秋月軍との戦いは敗れたので、道雪と紹運は高良山に戻って朽網鑑康、志賀親守らと合流し、高良山を中心に筑後川に沿った柳坂から北野に布陣したまま、年の越えを迎える。12月8日（一説には10月28日）には草野鎮永偽降の謀で、善導寺の戦いに数人の重臣を失った。
天正13年（1585年）2月上旬から4月23日まで龍造寺政家・龍造寺家晴・鍋島直茂・江上家種・後藤家信・筑紫広門・波多親・草野鎮永・星野吉実・秋月種実・問註所鑑景・城井鎮房、長野種信、千手氏など肥前、筑前、筑後、豊前連合軍およそ30,000余の大軍と小森野、十三部、千本杉、祇園原など（総じて筒川合戦や久留米合戦） で数々の激戦があったが、道雪と紹運、鑑康、良寬ら大友軍は9,800の劣勢ながら局地的に勝利し、討ち取った雑兵数百及び兜首計約四百七十の戦果を挙げるも、龍造寺側に打撃を与えるまでには至らなかった。
6月、柳川城攻めの最中に道雪は高良山の陣中にて病を得た。高良大社（現在の福岡県久留米市）で病気平癒の祈願が行なわれ、行動を共にしていた高橋紹運も必死に看病した。しかし道雪は9月11日に病死した。享年73。辞世は「異方（）に、心引くなよ、豊国（）の、鉄（）の弓末（）に、世はなりぬとも」。
10月28日に大友義統が道雪の妻に与えた書状は、道雪を悼むとともに、生前の忠節を顕彰し、かつその後室を慰めたものである。道雪の留守を預かってその後方支援を続けた永年の苦労をねぎらったものとして意義深いといえる。

## 墓所、死後
墓所は福岡県新宮町の梅岳寺と福岡県柳川市の福厳寺。
天明3年（1783年）3月18日には道雪に梅岳霊神の神号が贈神された。
また柳川城の北東（鬼門）に鎮座する三柱神社に、養子の立花宗茂と娘の立花誾千代と共に祭神として祀られている。武神軍神、水利・干拓・開田・郷土繁栄・開拓・先導の守護神として、近年では功績をもって必勝・就職・再就職・復活の社として崇敬されている。

## 人物像
- 道雪の法号の由来は「道に落ちた雪は消えるまで場所を変えない。武士も一度主君を得たならば、死ぬまで節を曲げず、尽くし抜くのが、武士の本懐である」というものである[1][22]。このため現在、道雪は「義」に篤い武人として評価されている。
- 「頴敏驍勇類を絶し、士を育み民を恵み、その恩恵は細かな所まで行き届く。」、「真の仁義の勇士とは、鑑連（道雪）の様な者の事をいうのだろう真に武士の手本とすべき者である」[350]。
- 「剛毅にして気節あり、智勇衆に超ゆ。其兵を督し民を撫するに恩威並び至り、人之が用を為すことを楽めり」と述べている[351]。
- 龍造寺隆信からも「武を好み、文を親しむ当代きっての良将であった」（原文は、其気飽くまで広大に、武を好み文を嗜み、実に当代の良将なり）と評価されたと『龍造寺記』にはある[352]。
- 佐賀藩からの記録も「此入道（道雪）は文といふ武といふ、廉直賢才の大将にて、大友宗麟が家を立てしも、此道雪が世に秀てたる故とそ聞えし、公（鍋島直茂）も道雪が死しけると聞召し、御落涙なされて御惜みあり」（『三徳譜』）とある[352]。
- 「豊府の諸臣、英雄済々たり。其の中、戸次道雪の如きは智勇節義かね備われり。宗麟の猶威名を失わざるものは、道雪の力なり。吉岡長増、臼杵鑑速、吉弘鑑理、高橋紹運、斉藤鎮実幕下に、肥後の相良義陽、甲斐宗運、まことによく撫育し専ら心を治道にすすがば、天下というも治むるに足りなん、況や九州二島おや」とある（江戸時代の思想家、自然哲学者・三浦梅園）[352]。
- 絵が得意そうで、道雪が自ら画く菅原道真の画像を、家臣の小野成幸に贈ったものが現存している[注釈 22]。
- また、花を植える趣味がある。筑後在陣中の道雪が薦野増時に宛てた手紙で、「秘蔵のお花の種を渡しとくから花壇に植えといてね。去年は植え過ぎたから気を付けて」[注釈 23]という内容があった。
- 天正12年（1584年）､家臣の薦野増時に宛てた書状で「高野山清泰院」という聖の処遇について意見を述べており、こうした遍歴する人々の語る情報がいかに危ういかを見抜いていた。確かな情報はなかなか得られないが、怪しげな情報は決して信じてはならない。これが乱世を生き抜く術だと書き遺したのである[354][注釈 24]。
- 『宗像記追考』 [356]によると、大友宗麟の乱行には手厳しい占部貞保（宗仙）が道雪のことは「大友家無二の忠臣、武勇に於いて並び無き大将である」と評している。しばしば合戦があったのは鑑載の時で、道雪が立花に在城した後には宗像殿と一度も合戦がなかったとし、道雪を「御縁者」と言っている。立花家中ではお色姫は人質であるとささやかれ、これを宗像家中の人々は口惜しがったというが、実際は人質などでなく松尾の丸に居られた為に松尾殿と呼ばれてかしづき奉られた。又、道雪とも仲が良かったので、先立った時には道雪が大層嘆いたなどと述べている（お色姫は天正12年（1584年）3月24日に39歳で没したが、この日は山田事件の当日で、自殺したとの説もある）。道雪はお色姫の輿に付き添った石松加賀守秀兼に、中国で見聞きした毛利元就の軍法や合戦を語らせた。佐須の合戦の次第を逐一申し上げ、元就は少しばかりの心遣いをした事に対して秀兼を御前に召され「賞は時を越えず」と仰せになって鬨（とき）の刀を下された話の段になると、「誠に毛利殿は並び無き名将」と賞し、「それは軍中の賞だが、これは今日の祝儀に刀を参らせよう」と言って道雪自ら刀を授けて下さった。貞保（宗仙）はこの一連の話をあげ、立花の人々がお色姫の輿入れは人質の為で儀式の輿入れもなかったとしているのは嘘であると反論している。

### 武略
道雪の武勇は誉れ高く、その噂を聞いた甲斐国の武田信玄が対面したいと希望したという逸話もある。「鎮西に戸次道雪という者がいて、戦に秀れているということを噂に聞くが、一度戦ってみたいが互いに遠く相離れているため、残念ながらその戦技を競うことができない」（旧柳川藩儒者・笠間益三）、「道雪樣へ武田信玄より名譽の御働を聞及ばれ御対面あり度しとの書状之あり、之は遍参僧持参なり」（『浅川聞書』）。また、信玄の枕屏風に道雪と家臣の由布惟信らと共に諸国勇士の名が記されてあった。
永禄元年（1558年）、第一次門司城の戦いで小早川隆景率いる毛利軍と戦った際、道雪は将兵の中から弓が得意な兵を800人選抜した。そして毛利軍との戦いの際、毛利兵に雨霰と矢を射込ませたが、この際に矢に「参らせ戸次伯耆守」と朱記させていた。これを目にした毛利兵は次第に恐怖感、焦燥感を募らせ、毛利軍は撤退に追い込まれたという。
道雪は孫子兵法の「奇正相生」を引用して、家臣の由布惟信と小野鎮幸を招いて曰く。「軍勢を用いるには、先ず戦法を定め、勇武の勢と共に奇・正の変化をさせるがよい。お前達両名が替わる替わる奇・正の将となって自分を補佐せよ。凡そ戦というものは正法を以って引き分けとし、奇法を以って勝ちとする。それで、正法を行う者は江河のように渇れることがなく、奇法をよく行う者は天地にように無窮である。故に、奇・正両法を用いる者は戦って勝たないという事が無い。それで、今日から両名には正・奇の戦法を取って貰いたい。今日惟信が正軍の将であるなら、鎮幸が奇軍の将となり、明日はそれを替えるという様にせよ。副将には、薦野増時、米多比鎮久をそれぞれ当てよう。両将が互いに兵士の勇を励んで勝劣差異を無くすようになれば、軍を出すたびに勝利を取ること疾風迅雷の如くなり」と、立花家の戦は常に奇襲と正攻法を連携して、九州において常勝不敗と伝わっている。こうして毛利軍との戦いで勝利を重ねた道雪は、毛利家の興亡を焦点にしている軍記物である『陰徳太平記』で「道雪は大友家に肩を比ぶる者なきのみか、隣国にも亦類少き士大将にて、智謀尭捷兼達し、堅を砕き、利を破り、奇正応変に過ちなく」と賞賛されている。現代語にするなら「道雪はいかなる状況でも的確な判断を行ない、臨機応変に対処できる、戦国屈指の名将だ」と褒め称えているのである。そして、戦歴は大戦37回、小戦百余回、その中に軍事総指揮は主君・大友宗麟であった状況を除いて、自ら総大将となった戦いはほぼ無敗の戦績であり、軍神として誉めたたえられた。

### 宗麟への諫言
大友宗麟が凶暴な猿を手元に置き、これが家臣に飛び掛るのが面白くて何度もけしかけた事があった。毎日のように迷惑を掛けられた家臣は辟易し、大変困り果てた。これを聞いた道雪は、他の家臣と同じように宗麟の前へ出向いた。案の定、宗麟が猿をけしかけてきたので、道雪はこれを鉄扇で叩き殺してしまった。驚く宗麟に「人を弄べば徳を失い、物を弄べば志を失う」と諫言したので、宗麟は大変反省した。
現在の大分市鶴崎に無形民俗文化財の鶴崎踊りがあるが、この踊りの起源は道雪である。宗麟が出家をする前の義鎮と呼ばれた若い頃、酒と女に溺れて国政を顧みず、忠勤の者を賞さずに罪ある者を罰そうとさえしなかった。道雪は危機感を持ち、宗麟に拝謁を申し出たが、宗麟は道雪が諫言しに来たと悟って会おうとしなかった。そこで道雪は京都から美人の踊り子を呼んで昼も夜も構わずに自分の屋敷で躍らせた。女好きの宗麟は堅物の道雪の行為に驚きながらも興味を持ち、自ら道雪の屋敷にやってきた。そこで道雪はようやく宗麟に拝謁する事ができ、「たとえ折檻を受けても、主人の過ちを正すのが臣たる者の勤めである。我が身を恐れて自分さえよければ、他人はどうでもよいというのは卑怯である。自分の命は露ほども惜しくは無い。それより主人が世間の外聞を失う事が無念である」と述べて諫言した（『立花道雪覚書』）。宗麟はこの道雪の諫言を聞き入れて襟を正し、以後も宗麟の行状に問題があれば道雪が諫言して改める事が続いた。ちなみに鶴崎踊りはこの時の踊りが大分に残ったものである。

### 斬雷の闘将
『大友興廃記』によると、道雪は若い頃（35歳）に半身不随になったとされる。時期に関してはおよそ天文17年（1548年）6月5日、道雪が故郷の藤北で炎天下の日、大木の下で涼んで昼寝をしていたが、その時に急な夕立で雷が落ちかかった。枕元に立てかけていた千鳥の太刀を抜き合わせ、雷を斬って涼んでいたところを飛び退いた。これより以降、道雪の左足は不具になったが、勇力に勝っていたので、常の者・達者な人より優れていた。千鳥の太刀には、雷に当たった印があったため、これより雷切と号するようになった、とある 。
しかし、一級史料の『戸次道雪譲状』によると、永禄5年（1562年）10月13日の対毛利軍の柳浦の戦いに、毛利方三人の大将（冷泉元豊、赤川元徳（赤川助右衛門）、桂元親(桂兵部大夫)）を自ら討ち取った、『戸次軍談』や『九州諸将軍記』などの軍記物によると、永禄10年（1567年）8月14日に秋月氏との甘水・長谷山合戦（瓜生野の戦いとも）と休松の戦いでは「自ら太刀を振るい、よき武者7人を斬り倒し、騎馬で敵陣に乗り込んで戦って、敵から「鬼道雪」と呼ばれる。」という記録もあり、『浅川聞書』によると永禄11年（1568年）7月4日、立花鑑載討伐で立花山崖下の戦いにも自分で槍を取って家臣と共に奮戦した、『筑前国続風土記』にも永禄12年（1569年）5月18日の多々良浜の戦いに自分で馬を乗出し敵の中へ縦横に突て廻りける、この年代の資料にも輿に乗っていたという記述は無く、「若い頃に落雷によって下半身不随になった」というのが創作なのか、文献に誇張や創作があるのかなど真偽はわかっていない。
晩年の道雪は、家臣に手輿を担がせて自らは輿に座り、2尺7寸（約82センチ）ばかりの刀（雷切とは別の刀・備前清光という刀であった）と鉄砲1挺、それに腕貫をつけた長さ3尺（約1メートル）の手棒を常に側に置いた。手輿の周りには長い刀を持った100人ばかりの定衆と名付けた若者が、徒歩で固めていた。戦いが始まると、その若者に輿を担がせ、敵が間近になると手棒で手輿の縁を叩いて自ら「えいとう、えいとう」と大声で音頭をとり、敵陣に突っ込ませた。元亀元年（1570年）今山の戦いに従軍し、佐賀城を包囲する4月23日に局地戦の巨勢・若宮の戦いで龍造寺隆信、鍋島直茂と交戦した際、戦いで初めて輿に乗った記述がある。また、戸次、立花家相関の史料や『筑前国続風土記』によると、天正7年（1579年）8月14日に、筑前大友方木付鑑実の柑子岳城を兵糧救援の帰路の際、原田氏との第三次生松原の戦いには、道雪は正式的に輿に乗って、後方で督戦した。この時はおよそ66歳の老齢であった。そして天正12年（1584年）8月18日に筑後遠征の際、輿に乗ったまま行軍していた記述がある。

### 家臣への対応
『常山紀談』では道雪の言葉として「武士に弱い者はいない。もし弱い者がいれば、その人が悪いのではなく、大将が励まさない罪による。我が配下の武士は言うに及ばず。下部に至っても武功の無い者はいない。他の家にあって後れをとる武士があらば、我が方に来て仕えるがよい。見違えるような優れ者にしてやろう」とある。
武功の無い武士がいると「戦には運、不運がつきものよ。そなたが弱き者でない事は、このわしがよう知っておるぞ。むしろ明日の戦いに出る際、何ぞそそのかされて、功を焦って抜け駆けなどをして死んでくれるな。それこそ不忠というものぞ。己の身を大事にして、いつまでもこの道雪の力となっておくれ。そなたのような者がいてくれるからこそ、かように年老いても敵の真ん中に出られ、怯んだ様子も見せず戦えるのじゃよ」と言ってその武士と酒を酌み交わし、ある時は武具を与えたりもした。このように配慮を欠かさないために、道雪の配下は次の戦いでは他に遅れまいとして勇み、その武者振りがいいと「あの者を見よ、わしの睨んだ目に狂いは無かった」と周囲にもわかるように賞賛・激励した。このため士卒は道雪のために命を惜しまずに働いた。ある合戦で道雪の軍は苦戦した、そのため「わしを敵の中に担ぎ入れよ。命が欲しければ、その後で逃げよ」と道雪が下知した。しかし、家臣たちは日ごろの道雪への感謝から、そのようなことをせずに奮起し、敵に対して何度も槍を交えて、遂に追い返したという。
客を招いての酒の席で部下が粗相をした際、「今、某の部下が失礼を致し、誠に申し訳ない。しかし、この者勇敢にて、戦場では何人分もの働きを致す。特に槍の扱いなどは当家一でござろう。戦の粗相ならば致し方なし。しかし客人のもてなしでの粗相は我が責にて、どうかお許しあれ」と客に話し部下に恥をかかせなかった。他にもある家臣が道雪の侍女に密通して問題になったが、肝心の道雪は「若ければ当たり前じゃ。色恋に迷ったからと言って誅殺するには及ばぬ。人の上に立って、君と仰がれる者が、ささいな事で人を殺せば、人は君に背くもととなる。国の大法を犯したのとは違うのだから」と述べて笑った。この言葉を聞いた家臣は、後に道雪を守りながら戦死したと伝わる。
重臣であった薦野増時は恩賞として道雪の隣に墓所を置き、死後も道雪の傍にあることを望んで許されていた。関ヶ原の戦いの戦後処理として立花氏の改易に伴い、黒田家臣となった増時ではあったが、この許しを得ていたことを生涯忘れず、死後に道雪と同じく梅岳寺に葬られた。
軍律に関しては非常に厳しく、晩年の筑後遠征の際、筑前川原崎で龍造寺氏と対陣中に越年することになった時、一部の家臣が無断で陣地を離れて我が家へ戻った事を知った道雪は、直ちに追っ手を差し向け、その時追っ手に家へ帰った家臣のみならず、その親をも殺すよう命じた。家老たちが親までも殺すことはなかろうと諫めても「大事な戦場の持ち場から逃げ帰ってくる息子を追い返さない限り、その親も同罪である」と言って取り合わなかったという。

## 家臣団
＊太字「連」、「雪」の入っている人物は道雪（鑑連）から偏諱を賜った人物である。

## 関連作品
- 西津弘美『炎の軍扇 立花道雪』（叢文社、1994年。のち学陽書房人物文庫『立花道雪－炎の軍扇』改題、2009年）
- 滝口康彦『乱離の風 若き日の立花宗茂』（文藝春秋、1981年。のち文春文庫、1986年。のち学陽書房人物文庫『立花宗茂と立花道雪』改題、2008年）
- 海音寺潮五郎『武将列伝 江戸編』 立花一族
- 赤神諒『大友二階崩れ』（日本経済新聞出版社、2018年2月21日）ISBN 978-4532171469
- 赤神諒『大友の聖将』（角川春樹事務所、2018年7月14日）ISBN 978-4758413268
- 赤神諒『大友落月記』（日本経済新聞出版社、2018年9月11日）ISBN 978-4532171476（『大友二階崩れ』の続編）
- 赤神諒『戦神』（角川春樹事務所、2019年4月16日）ISBN 978-4758413350
- 今村翔吾『雷神の皮』（『戦国武将伝 西日本編』収録、PHP研究所、2023年）